# Alfonso de Portago
Alfonso Antonio Vicente Eduardo Angel Blas Francisco de Borja Cabeza de Vaca y Leighton, ismertebb nevén Alfonso de Portago (London, 1928. október 11. – Guidizzolo, 1957. május 12.) spanyol autóversenyző, olimpikon. Két alkalommal indult hazája nagy viadalán, a Grand National lovas vágtán.

## Pályafutása

### Autósportok
1928. október 11-én született egy arisztokrata család gyermekeként. Több sportágban is otthon érezte magát, úszás, vízilabda, bob, valamint a vadászat is az egyik kedvenc időtöltései közé tartozott. Első versenyén, a Carrera Panamericanán, 1953 novemberében Luigi Chinetti partnere volt. 1954-ben az 1000 kilométeres Buenos Aires-i versenyt másodikként fejezte be, és résztvevője volt a Le Mans-i 24 órás megmérettetésnek is.
1954-ben meggyőzte Harry Schellt, hogy közösen vegyenek részt a sportautó-versenyeken a Ferrarival. Ebben az esztendőben több sikert is magáénak tudhatott, mint például a Nassau-ban szerzett második, illetve első hely. 1955-ben újabb sikereket ért el, és sok versenyen kimagasló teljesítményt nyújtott. Az 1956-os Francia Nagydíjon, Reimsben mutatkozott be a Formula–1-ben, mint mindig, most is Ferrarival versenyezve. A viadalt a sebességváltó hibája miatt fel kellett adnia. A következő futamon, Silverstone-ban is rajthoz állhatott, amelyet Peter Collins-szal közösen a második helyre hoztak be. Formula–1-es szereplései mellett sportautó kategóriában újabb győzelmeket szerzett, és szinte minden versenyen célba ért, amelyen elindult.
1957-ben még egy győzelemmel sikerült gazdagítani statisztikáját, amikor Monthléry-ben elsőként ért célba, azonban ez volt egyben az utolsó versenye is, amit be tudott fejezni. Eugenio Castellotti halála után Luigi Musso lett az első számú versenyző a Ferrarinál, aki egy betegség miatt nem tudott részt venni a Mille Miglián. Ezért ő vett részt helyette, bár eredetileg nem kívánt részt venni a versenyen, azonban nem akarta visszautasítani Enzo Ferrari ajánlatát sem.
1957. május 12-én, nem sokkal Guidizzolo előtt felborult de Portago Ferrarija. Ő és utasa azonnal életüket vesztették, s tíz nézőt, köztük öt gyermeket rántottak magukkal a halálba, akik az út széléről kísérték figyelemmel a versenyt. Ezt követően a Mille Migliát betiltották, a tragédiáért Enzo Ferrarit tették felelőssé, akit gondatlanságból elkövetett gyilkosság és testi sértés miatt bepereltek, majd négy év után felmentettek a vád alól.

### Bobozóként
Az 1956-os téli olimpián három barátjával négyesbob számmal indultak, ahol a kilencedik helyett szerezték meg. Kettesbobban a negyedik helyen végeztek. Az 1957-es bobvilágbajnokságon Luis Nunozzal férfi kettes bobban világbajnoki harmadikok lettek.

## Eredményei

### Teljes Formula–1-es eredménysorozata
(Táblázat értelmezése)

(Félkövér: pole-pozícióból indult; dőlt: leggyorsabb kört futott) 

| Év   | Csapat  | 1       | 2   | 3   | 4   | 5      | 6       | 7      | 8      | Helyezés | Pont |
| ---- | ------- | ------- | --- | --- | --- | ------ | ------- | ------ | ------ | -------- | ---- |
| 1956 | Ferrari | ARG     | MON | 500 | BEL | FRA Ki | GBR 2 † | GER Ki | ITA Ki | 15.      | 3    |
| 1957 | Ferrari | ARG 5 * | MON | 500 | FRA | GBR    | GER     | PES    | ITA    | 20.      | 1    |

† Peter Collinssal megosztva.
* José Froilán Gonzálezzel megosztva.

### Le Mans-i 24 órás autóverseny
| Év   | Csapat                    | Autó                  | Csapattárs      | Helyezés      |
| ---- | ------------------------- | --------------------- | --------------- | ------------- |
| 1954 | Officine Alfieri Maserati | Maserati A6GCS        | Carlo Tomasi    | nem ért célba |
| 1956 | Scuderia Ferrari          | Ferrari 625LM Touring | Duncan Hamilton | nem ért célba |